# Território Federal (Malásia)

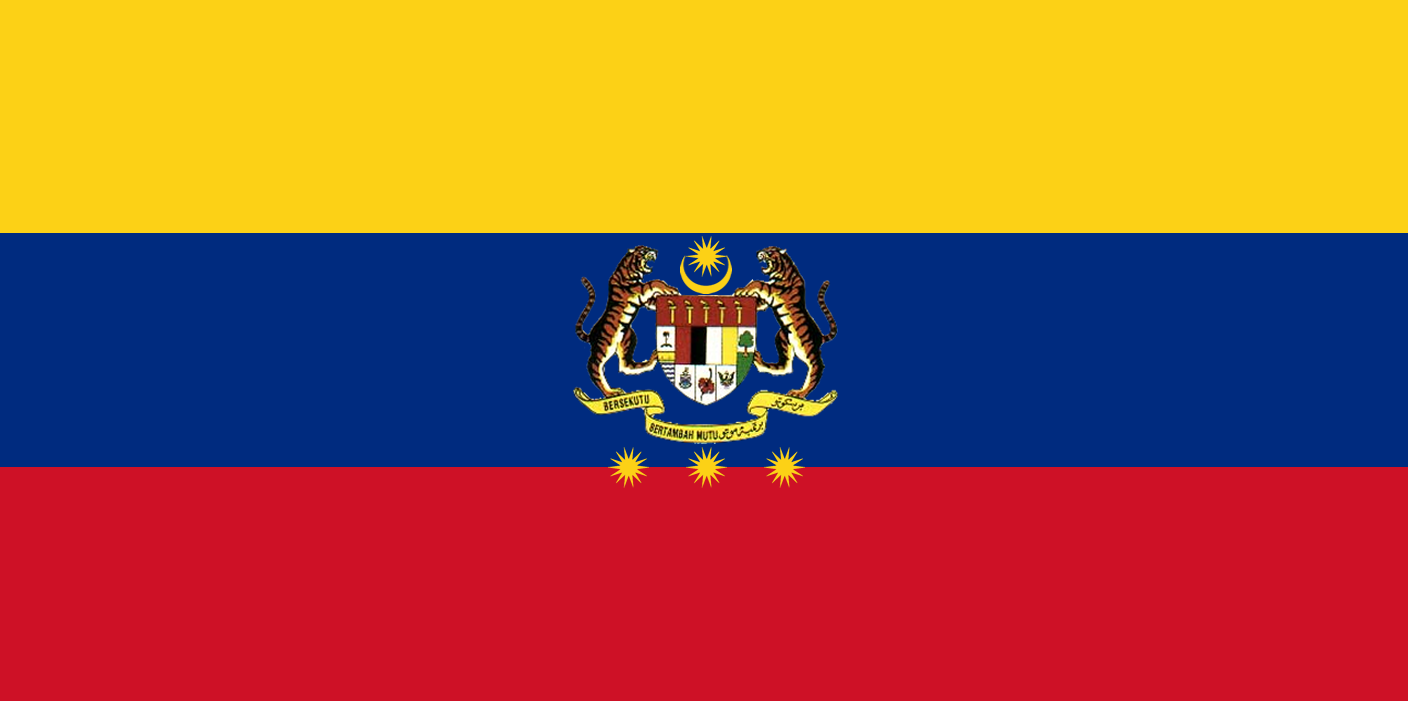
Bandeira do Território Federal

Localização do Território

O Território Federal (malaio: Wilayah Persekutuan) é o colectivo de três territórios: Kuala Lumpur, Putrajaya e Labuan, governados directamente pelo governo federal da Malásia. Cada um deles tem um estatuto equivalente a um dos treze estados, embora os territórios não tenham nem um chefe de estado nem uma legislatura estadual. Dos três, Kuala Lumpur é a capital malaia enquanto que Putrajaya é a capital administrativa.